# Manuel Curros Enríquez
Manuel Curros Enríquez (Celanova, 15 de septiembre de 1851-La Habana, 7 de marzo de 1908) fue un poeta gallego representante del periodo histórico-literario denominado Rexurdimento en la literatura gallega. Su obra se caracteriza por su hondo contenido social.

## Reseña biográfica
Nacido en la casa número 14 de la calle de San Roque de la localidad orensana de Celanova, era hijo del escribano José María de Curros Vázquez (de Santiso-Melide) y de Petra Enríquez (de Villanueva de los Infantes). A pesar de que algunos biógrafos han venido hablando acerca de las conflictivas relaciones entre el futuro poeta y su padre —supuestamente debido al carácter brutal de este y a sus ideales carlistas—, lo cierto es que las últimas investigaciones demuestran que José María de Curros era persona de tendencias progresistas y que actuó políticamente de acuerdo con ellas. En lo referente a las relaciones padre-hijo, si bien hubo conflictos, estos no parece que hayan llegado nunca a episodios de malos tratos o algo semejante.
Muy joven, Curros se fue a Madrid, a la casa de su hermano Ricardo, donde hizo el Bachillerato y empezó a estudiar Derecho. Ahí ingresa como escribano en el Ayuntamiento de Madrid y visita los círculos literarios con la intención de hacer allí carrera literaria. Participa en la revolución de 1868 ("La Gloriosa") ya dentro de la masonería, a la cual perteneció desde la logia Auria de Orense donde cultivó una ideología republicana progresista y que mostró en reiteradas veces en poemas ("Na chegada do tren a Ourense"/"La llegada del tren a Orense") y artículos periodísticos. Se casó en 1873 al mismo tiempo que se proclamaba la República con Modesta Luisa Polonia Vázquez Rodríguez (de Puebla de Sanabria, en la provincia de Zamora).
Entre diciembre de 1875 y febrero de 1876 escribe las Cartas del Norte, crónicas de la Tercera Guerra Carlista publicadas como corresponsal del periódico El Imparcial. Le sucedió en la tarea otro corresponsal, Fauró, al ser herido de bala por un ayudante del brigadier Mariné con quien compartía habitación.
En 1877 gana un certamen poético en Orense con el poema A Virxe do Cristal. Esta victoria lo determinó como poeta gallego. Curros se establece en Orense y trabaja en la Intervención de la Administración Económica. En 1880 publica Aires da miña terra. Ese año el obispo de Orense Cesáreo Rodrigo Rodríguez denunció al escritor por "herejías y ataque a la religión" y publicó un edicto condenando el libro de Curros por contener proposiciones heréticas, blasfemas y escandalosas. El juzgado ordenó el secuestro de los ejemplares en poder del editor, los moldes fueron destruidos, y Curros fue procesado por delito contra el libre ejercicio de la religión. Fue condenado en Orense a dos años, cuatro meses y un día de prisión y absuelto en La Coruña. Su defensa en el recurso de apelación ante la Audiencia de La Coruña la realizó el ilustre jurista y político Luciano Puga Blanco, también natural de Celanova. La vista de apelación se celebró el 4 y 5 de marzo de 1881 y Luciano Puga ganó el recurso, consiguiendo la absolución de Curros, dictándose la sentencia absolutoria por la Audiencia de La Coruña el 11 de marzo. Como consecuencia de esta defensa Curros dedicó a la hija de su abogado  María de la Concepción, el poema "Adiós Mariquiña", poema que en realidad se titula "A Mariquiña Puga. Despedida", y que escribió con ocasión de que Mariquiña, se marchase a Cuba. Se trata de la famosísima balada a la que el maestro compostelano José Castro González (Chané) pondría música: "Como ti vas pra lonxe / i eu vou pra vello, / un adiós, Mariquiña, / mandarche quero”.
Perdido el puesto de trabajo orensano, Curros vuelve a Madrid e ingresa en la redacción de El Porvenir, periódico republicano.

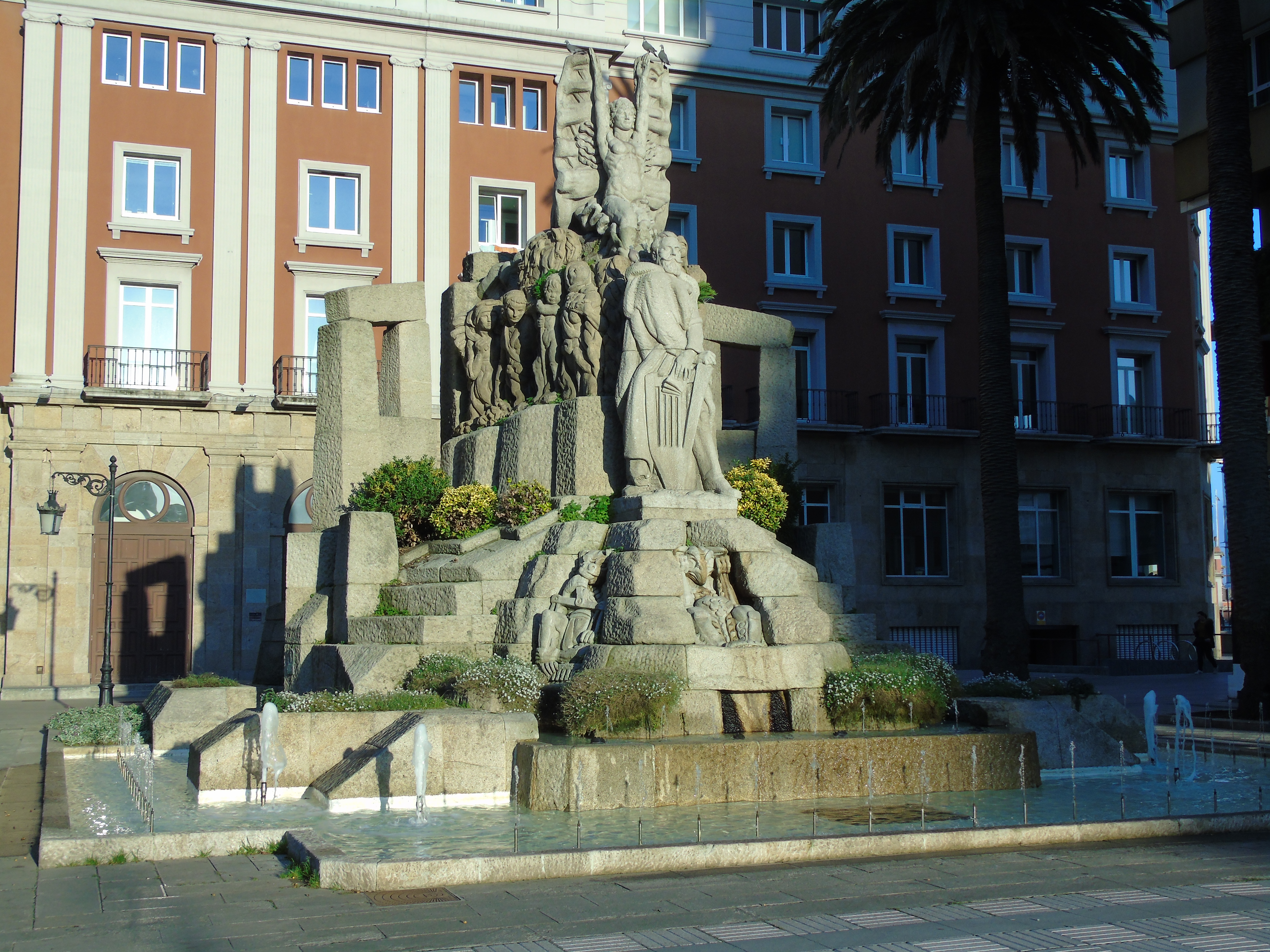
Monumento a Curros Enríquez en La Coruña.

En 1894 decide emigrar a América. En La Habana dirige un periódico, La Tierra Gallega, y cuando se suspende su publicación ingresa en la redacción de El diario de las Familias y después en la del Diario de la Marina. Acogido con entusiasmo a su llegada, acabó incomodándose con la mayoría de sus paisanos. En 1904 viaja a La Coruña, donde fue obsequiado por los regionalistas. De vuelta en La Habana, retoma sus actividades en el Diario de la Marina, al tiempo que colabora con la revista Galicia, propiedad de Vicente López Veiga.
Tras su muerte, sus restos fueron embarcados para Galicia donde se le tributaron diversos honores. Actualmente está enterrado en el cementerio de San Amaro, en La Coruña. En 1989 se abrió el primer centro masónico erigido en Galicia con el nombre de "Renacimiento 15 Curros Enríquez".

## Obras
- Cartas del Norte (1875-1876)
- A Virxe do Cristal (1877)
- Aires da miña terra (1880)
- O divino sainete (1888)

|                                      |                                                          |                                                 |                                                                                   |                                                                       |                                           |
| I                                    | II                                                       | III                                             | IV                                                                                | V                                                                     | VI                                        |
| Aires da miña terra O Divino Sainete | El Maestre de Santiago El Padre Feijóo Poesías escogidas | Cartas del Norte La Condesita Poesías escogidas | Paniagua y Compañía El último papel Hijos ilustres de Galicia Artículos escogidos | La Lira Lusitana La Señorita de aldea De mi álbum Artículos y poesías | Eduardo Chao. Estudio biográfico-político |

## Líneas temáticas
Las obras de Curros giran en torno a las ideologías que lo caracterizaban y hacía plasmar en sus poemas. 
- Su posición en contra de la Iglesia y todo el mundo clerical hizo que el epicentro de varias de sus obras fuera la crítica a la religión católica ya que el poeta veía a la Iglesia como un ente que reprimía el derecho a la libertad individual y moral y también porque no estaba de acuerdo con el gran poder que tenía sobre la población.
- Su pensamiento de izquierdas y progresista que lo muestra públicamente en sus obras. Se nota con claridad la defensa que hace Curros de derechos como el derecho a reunión, el derecho de opinión o el de expresión en obras poéticas como "Aires da miña terra".
- El objetivo que perseguía con sus poemas era ser el defensor del pueblo ya que él, que era un hombre con un determinado poder de influencia debido a la publicación y fama de sus obras, pensaba que su misión era criticar y satirizar las injusticias que azotaban a las personas de baja clase y que eran calladas por la gente que tenía poder. De este modo ataca el caciquismo, la buena vida de los privilegiados y la explotación de campesinos entre otros muchos temas.

## Estética de sus poemas
Los poemas de Manuel Curros Enríquez no siguen un modelo claro en cuanto a la estética se refiere. Entre las celebérrimas obras de este autor, destaca el uso de estrofas de ocho versos, mezclando versos sextasílabos, decasílabos y dodecasílabos, cuya rima es asonante en los versos pares y libres los versos impares. Este estilo es el que utiliza, por ejemplo, en la pieza "Igrexa Fría" de la obra "Aires da miña terra", la cual es una pieza con un marcado tono en contra de la Iglesia.